# أبو القاسم القباري
هو محمد بن منصور بن يحيي القباري السكندري المالكي وكنيته أبو القاسم، ولد بالإسكندرية عام 587 هـ- 1191 م وتوفي بها في شعبان 662 هـ - 1263 م ،عن عمر يناهر خمسة والسبعين عام فلم يبرح الإسكندرية قط الا للحج ، كان مصابا بثلاث حواس السمع والذوق والشم وكان صابرا لامر الله غير ساخط وراض ويسألأ رفقائه ان يعيدون عليه مجالس العلم التي حضرها،ورث عن ابويه واخيه دارا خربه وبستانا في رمل الإسكندرية انقطع في بستانه لفتر هالا انه اثر ان ينقطع عن الناس في غرب الإسكندرية في قصر أثري متهدم انشأ حوله بستانا واطلق عليه غيط القباري .
أدرك القباري في طفولته عصر صلاح الدين وشهد في شيخوخته قياد دولة المماليك ورأي بعينه كفاح مصر ضد الصليبيين،وكان يري العمل عبادة وفريضة وان السؤال مذلة ومهانة ومن اقواله :«من قعد في خانقاه فقد سألأ،ومن لبس سبحة فقد سأل، ومن فتح مصحفا فقد سأل»
كان القباري عفيفا شجاعا وحر الرأي سجل حياته طالبه ناصر الدين بن المنير ،وذكر ان الملك الكامل حاول مقابلة القباري وذهب حتي باب بستانه الا القباري لم يقابله وانصرف راجعا فلم يكن القباري باحثا عن الملوك أو طارق لابوابهم بل هم من يأتون إليه وهو يفتح لمن يريد، فقد قبل مقابلة بيبرس وطلب منه تعمير الإسكندرية وتحصينها وحمايتها ،فأمر بترميم الأبراج وتعزيز القلاع واصلاح الأسوار وشحنها بالرجال والاسلحة .
عندما توفي ووصل الخبر الي دمشق صلوا عليه صلاة الجنازة وكان ذلك بعد وفاته بشهرين ،وهذا ان يدل علي مدي ذيوع صيت القباري بالرغم من عدم خروجه من مصر الا للحج.دفن القباري في بستانه واقيم عليه ضريح وانشأ المسجد تذكارا لمناقب الشيخ الورع زاهد الإسكندرية فقد بني بأمر من محمد سعيد باشا في منتصف القرن التاسع عشر ثم امتدت إليه يد التجديد عام 1968م.
1. ↑  محمد حمدي عاشور ،ذكري العارف بالله المرسي أبو العباس،وزارة الارشاد القومي
2. ↑  محمد محمود زيتون،القباري زاهد الإسكندرية،دار المعارف،1968م